# Dvirkivșciîna, Iahotîn
Dvirkivșciîna (în ucraineană Двірківщина) este localitatea de reședință a comunei Dvirkivșciîna din raionul Iahotîn, regiunea Kiev, Ucraina.

## Demografie
Componența lingvistică a localității Dvirkivșciîna
     Ucraineană (96,15%)
     Rusă (3,08%)
     Alte limbi (0,77%)
Conform recensământului din 2001, majoritatea populației localității Dvirkivșciîna era vorbitoare de ucraineană (96,15%), existând în minoritate și vorbitori de rusă (3,08%).

## Personalități născute aici
- Andrei Șevcenko (n. 1976), fotbalist, politician.